# Șevcenkivske, Vasîlkivka
Șevcenkivske (în ucraineană Шевченківське) este un sat în așezarea urbană Pîsmenne din raionul Vasîlkivka, regiunea Dnipropetrovsk, Ucraina.

## Demografie
Componența lingvistică a localității Șevcenkivske
     Ucraineană (92,11%)
     Română (5,26%)
     Rusă (2,63%)
Conform recensământului din 2001, majoritatea populației localității Șevcenkivske era vorbitoare de ucraineană (92,11%), existând în minoritate și vorbitori de română (5,26%) și rusă (2,63%).